# Філатов Євген Володимирович
Євге́н Володи́мирович Філа́тов (28 травня 1983, Донецьк) — український музикант, композитор, аранжувальник, продюсер. Соліст гурту «The Maneken», композитор та саундпродюсер гуртів «ONUKA» та «The Elephants».

## Життєпис
Народився 1983 року в Донецьку в музичній родині. Батько закінчив консерваторію за класом ударних інструментів. Матір, родом із Томська, працювала викладачем Донецької державної музичної академії імені С. С. Прокоф'єва.
У п'ять років Євген навчився грати на барабанах, згодом — на інших інструментах. До 17 років він грав на гітарі, бас-гітарі, клавішних, ударних, а також крутив платівки на DJ-мікшері, хоча академічної музичної освіти не мав.
У 1999—2008 роках виступав як ді-джей під псевдонімом Dj Major. Першим широко відомим реміксом стала його робота на композицію «Belle» у виконанні поп-дуету «Smash».
У 2002 році переїхав до Києва, де почав працювати у студії аранжувальником і саундпродюсером. Працював із багатьма відомими поп-виконавцями України: Ані Лорак, Тіною Кароль, Світланою Лободою, Наталією Могилевською, Гайтаною, Альоною Вінницькою та ін.
2007 року почав виступати і записуватися під псевдонімом «The Maneken». У 2008 році випустив свій дебютний альбом «First Look». Кожну з композицій альбому він склав і записав самостійно, послідовно виконавши всі музичні партії. Того ж року взяв участь у записі реаліті-шоу «Любов і музика» на телеканалі М1 в якості саундпродюсера.
У січні 2009 року Євген Філатов відкрив власну продакшн-студію «Major Music Box», яка почала працювати з провідними українськими виконавцями та гуртами, комерційними брендами та телеканалами.
Як саундпродюсер співпрацює зі співачкою Джамалою від її дебютного альбому «For Every Heart» (2011). Також працював над англомовними піснями її другого альбому «All or Nothing» (2013) та міні-альбомом «Thank You» (2014).
У 2013 році разом із Натою Жижченко започаткував проєкт «ONUKA», який швидко здобув всеукраїнське визнання. Окрім створення музики цього гурту, виступає як режисер кліпів (Look, Time, Misto) та бере участь у окремих виступах.
Євген Філатов був аранжувальником одразу трьох пісень із шести, які потрапили до фіналу українського відбору на Євробачення-2016 (Джамала «1944», SunSay «Love Manifest», Brunettes Shoot Blondes «Every Monday»).
Був членом журі Національного відбору Євробачення у 2018 та у 2019 разом з Джамалою та Андрієм Данилком.

## Сім'я
Одружений із Наталією Жижченко, лідеркою гурту «ONUKA», з якою зустрічався із 2008 року. 14 травня 2020 року народився син Олександр. 1 липня 2023 року народилася друга дитина - донька Ліна.

## Громадська діяльність

### Щирі. Спадщина
2016 року разом з дружиною Наталією Жижченко взяв участь у зйомці для благодійного календаря «Щирі. Спадщина», присвяченого українському народному костюму та його популяризації. Проєкт було реалізовано зусиллями ТЦ «Домосфера» та комунікаційної агенції Gres Todorchuk. Усі кошти від реалізації календаря було направлено на допомогу українським музеям, зокрема Музею народної творчості Михайла Струтинського та Новоайдарському краєзнавчому музею.

### Прості речі
У 2016 році Євген знявся у відео з циклу «Прості речі» — проекту про те, як важливо вміти говорити прості речі і відчувати світ серцем. Цикл «Прості речі» було відзнято ГО «Відчуй» (громадська організація що з 2011 року системно займається допомогою та соціальною адаптацією людей з порушеннями слуху) та командою арт-проекту Торф ТВ.